# Teresa Patrício Gouveia
Maria Teresa Pinto Basto Patrício de Gouveia, née le 18 juillet 1946 à Lisbonne, est une femme politique portugaise, membre du Parti social-démocrate (PPD/PSD).

## Biographie

### Formation et vie professionnelle
Elle est titulaire d'une licence d'histoire, obtenue à la faculté des lettres de l'université de Lisbonne. Elle a ensuite travaillé comme bibliothécaire, puis a rejoint le secrétariat d'État à la Culture, où elle a notamment dirigé le cabinet des relations culturelles internationales.

### Débuts en politique
En 1985, elle est nommée secrétaire d'État à la Culture auprès de João de Deus Pinheiro, ministre de l'Éducation et de la Culture du premier gouvernement d'Aníbal Cavaco Silva. Élue députée aux élections anticipées deux ans plus tard, elle est reconduite dans ses fonctions, cette fois-ci auprès du Premier ministre. Pedro Santana Lopes lui succède le 10 janvier 1990.

### Ministre de l'Environnement
Après les législatives de 1991, elle devient secrétaire d'État adjointe du ministre de l'Environnement, Carlos Borrego, dans le troisième gouvernement de Cavaco Silva.
Le 11 juin 1993, Teresa Patrício Gouveia est choisie comme nouvelle ministre de l'Environnement et des Ressources naturelles, un poste qu'elle occupe jusqu'à la fin de la législature, en octobre 1995.

### Passage dans l'opposition
À peine quatre mois plus tard, en mars 1996, elle est élue à la commission politique nationale du PPD/PSD, sous la présidence de Marcelo Rebelo de Sousa. Elle est reconduite en avril 1998, mais quitte finalement la direction du parti, lorsque José Manuel Durão Barroso en prend la tête, en février 1999.

### Chef de la diplomatie
Le PPD/PSD revient au pouvoir en avril 2002. Membre de la commission des Affaires étrangères et de la commission de la Défense à l'Assemblée de la République, elle est nommée ministre des Affaires étrangères le 10 octobre 2003, dans le gouvernement de Barroso, en remplacement d'António Martins da Cruz. Lorsque Pedro Santana Lopes devient Premier ministre, en juillet 2004, elle n'est pas reconduite dans ses fonctions.

### Retrait de la politique
Elle décide alors de ne pas reprendre son mandat de députée et se retire de la vie politique. Elle travaille désormais pour diverses fondations.